# Красное (Гомельский район)
Кра́сное (бел. Кра́снае) — агрогородок в Гомельском районе Гомельской области Беларуси. Административный центр Красненского сельсовета.

## География

### Расположение
В 3 км на запад от Гомеля.

### Гидрография
На реке Рандовка (приток реки Уза).

## Транспортная сеть
Транспортные связи по окружной дороге и дорогам, которые идут от Гомеля. Планировка состоит из прямолинейной улицы почти меридиональной ориентации, к которой с запада присоединяются 3 улицы, соединённые 2 переулками. На востоке от окружной дороги — обособленный участок застройки (короткая, прямолинейная улица с юга присоединяется к криволинейной улице, ориентированной с юго-востока на северо-запад). Застройка двусторонняя, преимущественно деревянная, усадебного типа.

## Транспортная система
Сейчас следует автобусный маршрут № 8е и пригородные автобусные маршруты №№ 210 и 327

## История
По письменным источникам известна с XVIII века как деревня в Речицком повете Минского воеводства Великого княжества Литовского, владение Чарторыйских. В 1764 году русская армия во главе с генералом Масловым выслали староверов, живших в деревне в отдалённые районы России. Но в скором времени слобода начала опять заселяться.
После 1-го раздела Речи Посполитой (1772 год) в составе Российской империи. В 1795 году в Белицком уезде. В 1779 году построена деревянная Успенская церковь, владение графа П. А. Румянцева-Задунайского. С 1834 года во владении фельдмаршала графа И. Ф. Паскевича, в Ерёминской волости. В 1850 году открыто народное училище (в 1889 году 69 учеников). Согласно переписи 1897 года располагался хлебозапасный магазин, в Поколюбичской волости Гомельского уезда Могилёвской губернии. В 1909 году 1418 десятин земли.
В 1926-27 годах и с 1948 года центр Красненского сельсовета Гомельского района Гомельского округа (до 26 июля 1930 года), с 20 февраля 1938 года Гомельской области. В 1930 году организован колхоз «1 Мая», работали 2 ветряные мельницы и кузница. Во время Великой Отечественной войны немецкие оккупанты в 1943 году частично сожгли деревню и убили 14 жителей. В боях около деревни осенью 1943 года погибли 258 советских солдат и 5 партизан (похоронены в братской могиле в сквере, около здания управления колхоза). Освобождена 26 ноября 1943 года 4-й Бежицкой стрелковой дивизией имени А. В. Суворова. 107 жителей погибли на фронте. В 1962 году к деревне присоединены посёлки Громки, Светлый, Коммунар. Центр колхоза «Победа». Расположены комбинат бытового обслуживания, средняя и музыкальная школы, Дом культуры, библиотека, амбулатория, детский сад, отделение связи, столовая, 4 магазина, баня. С 28 мая 1981 года в школе действует краеведческий музей.
В Красненский сельсовет входили (в настоящее время не существующие): деревни Верхний Козырьков (до 1948 года), Нижний Козырьков (до 1961 года), Новая Мильча, Брилёво (до 1983 года); посёлки Громки, Коммунар, Светлый (до 1962 года).

## Население

### Численность
- 2004 год — 1226 хозяйств, 3788 жителей.

### Динамика
- 1795 год — 325 жителей.
- 1811 год — 60 дворов, 211 жителей мужского пола.
- 1834 год — 86 дворов, 525 жителей.
- 1883 год — 122 двора, 682 жителя.
- 1897 год — 174 двора, 923 жителя (согласно переписи).
- 1909 год — 184 двора, 1229 жителей.
- 1959 год — 1259 жителей (согласно переписи).
- 2004 год — 1226 хозяйств, 3788 жителей.
- 2024 год — 3529 жителей

## Культура
- Этнографический музей ГУО "Красненская средняя школа" (1981)

## Достопримечательность
- Братская могила (1943) —  Историко-культурная ценность Республики Беларусь, шифр 313Д000212.
- Церковь Успения Пресвятой Богородицы.

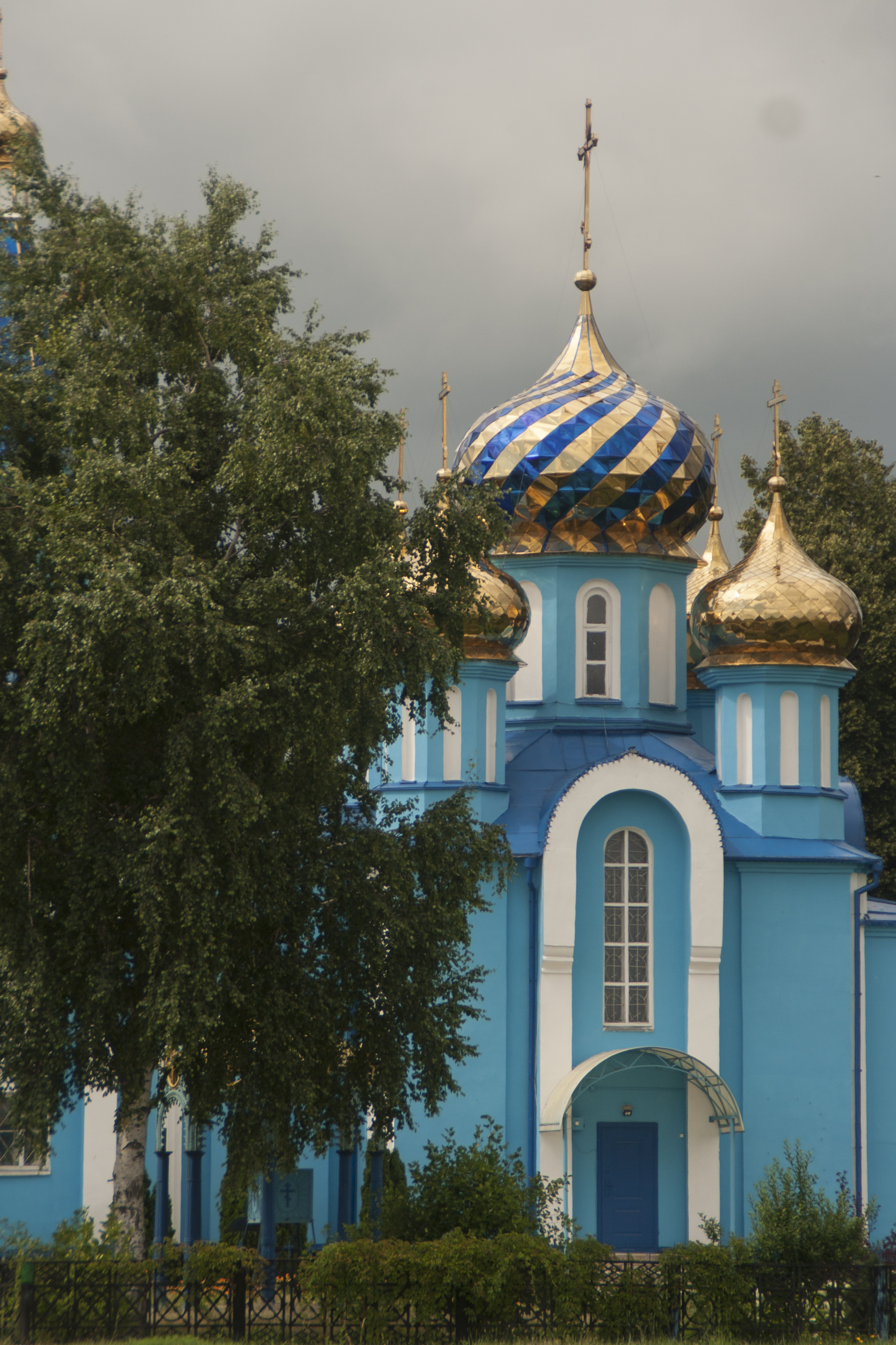

## Галерея

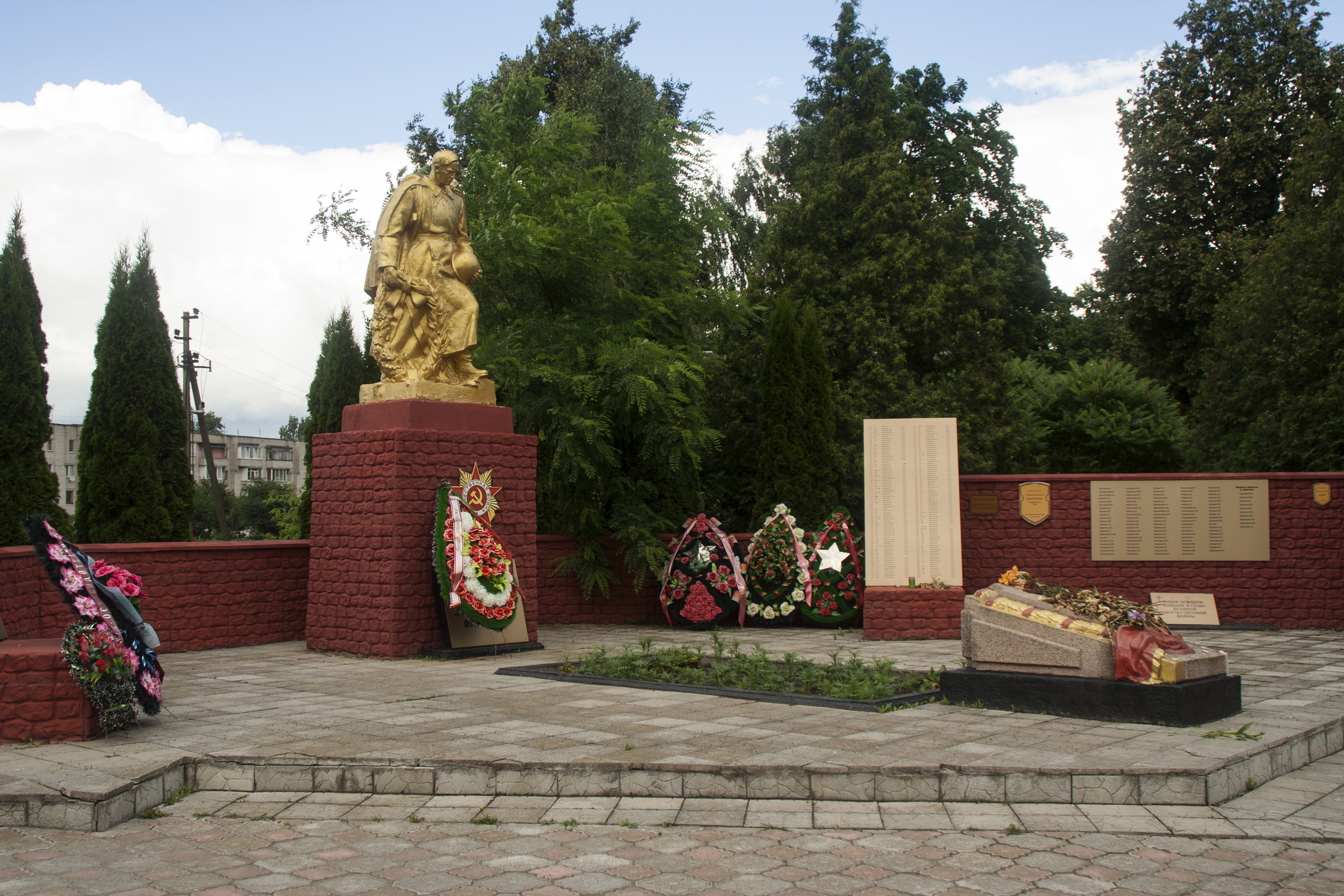

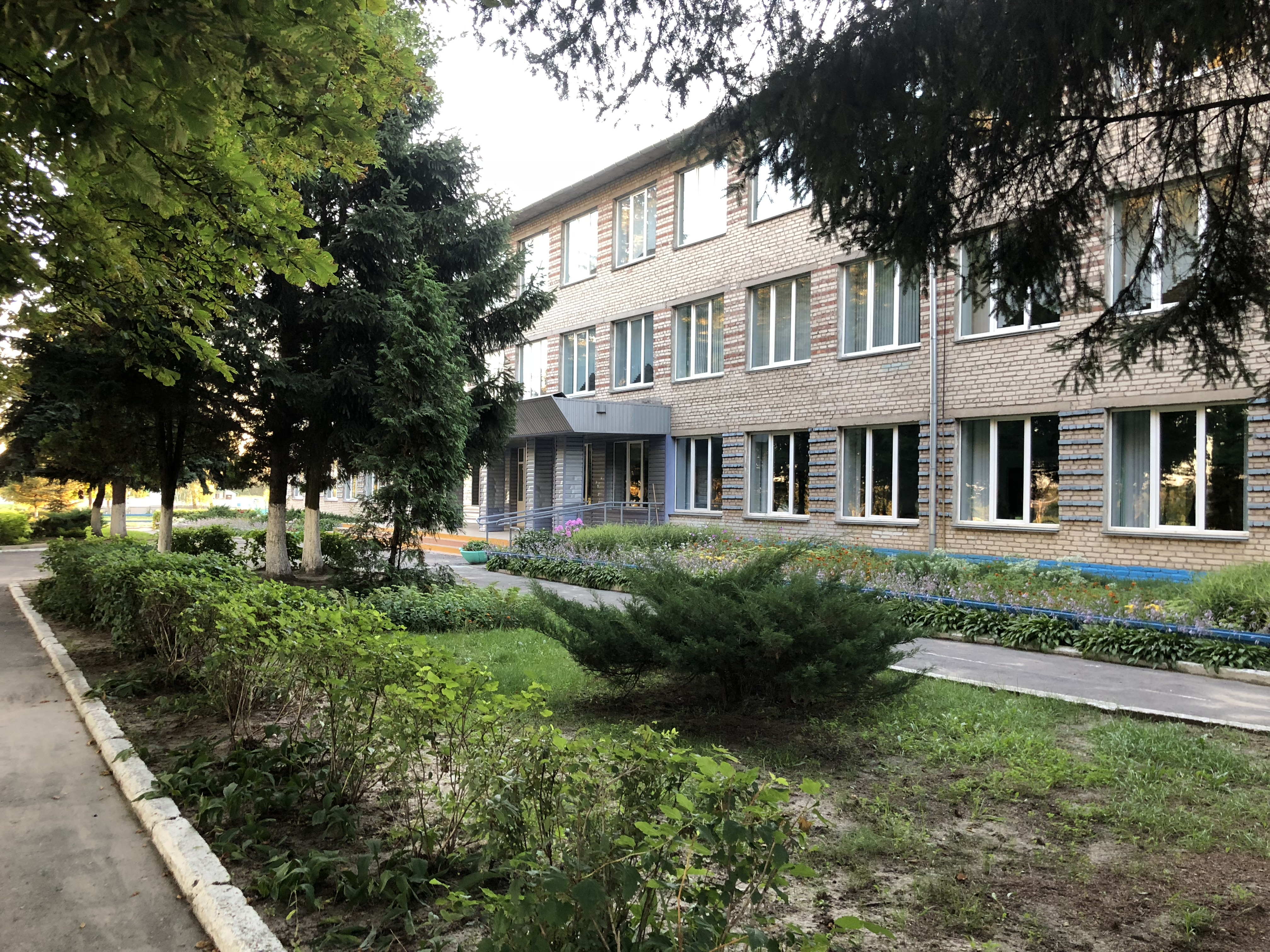
Школа
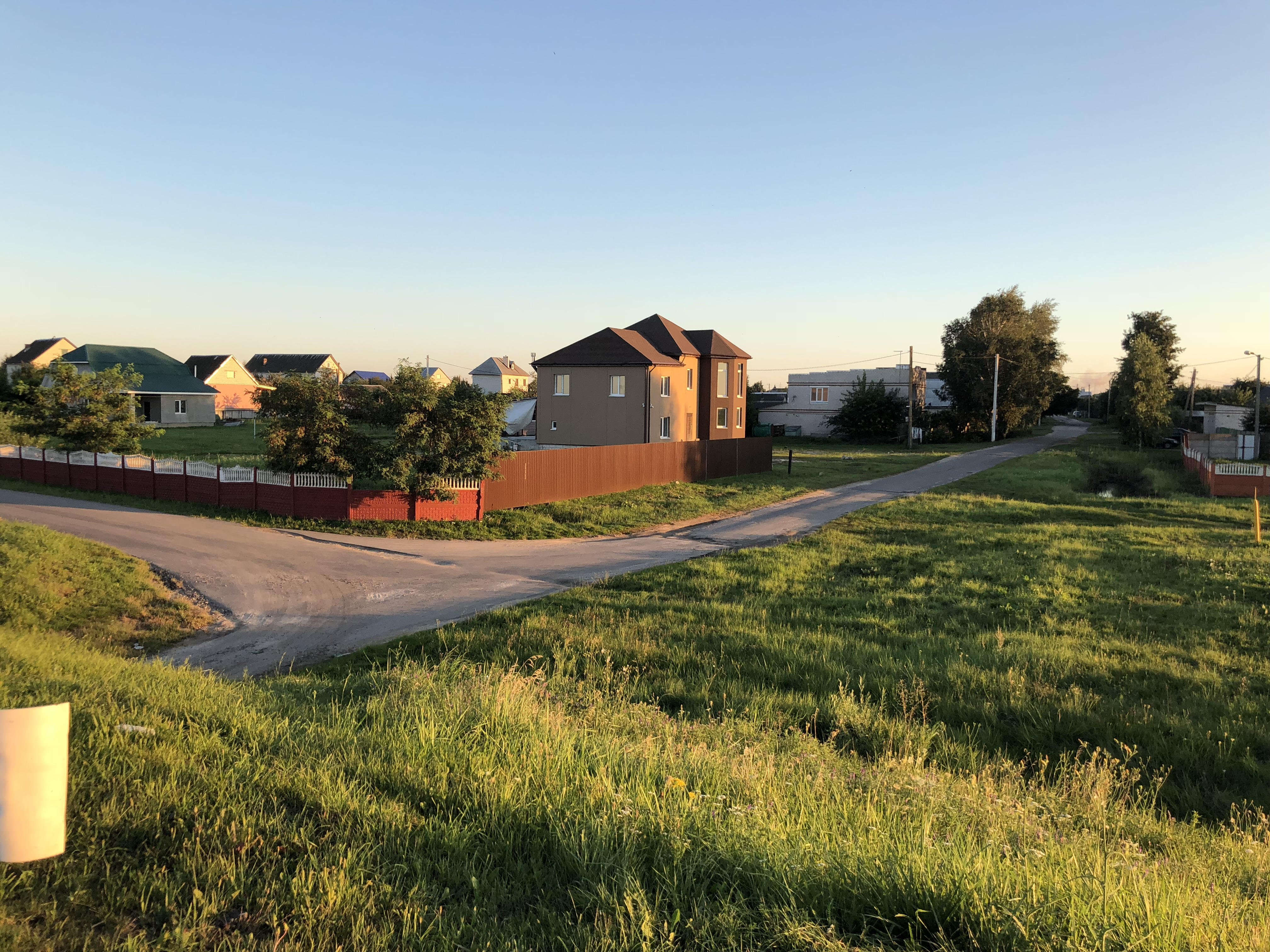
Вид с трассы